# Erina Kamiya
Erina Kamiya (Japans: 神谷 衣理那) (Obihiro, 1 mei 1992) is een voormalig Japanse langebaanschaatsster. Haar beste afstand was de 500m.

## Persoonlijke records
| Afstand    | Tijd    | Datum           | Baan    |
| ---------- | ------- | --------------- | ------- |
| 500 meter  | 37,40   | 3 december 2017 | Calgary |
| 1000 meter | 1.14,73 | 2 december 2017 | Calgary |
| 1500 meter | 2.02,35 | 14 maart 2008   | Calgary |
| 3000 meter | 4.46,74 | 14 januari 2007 | Ikaho   |

## Resultaten
| Jaar | WK Sprint               | WK Afstanden | Olympische Spelen | Wereldbeker        | WK Junioren       |
| ---- | ----------------------- | ------------ | ----------------- | ------------------ | ----------------- |
| 2010 |                         |              |                   |                    | 4e 500m 18e 1000m |
| 2011 |                         |              |                   | 41e 1000m          | 4e 500m 23e 1000m |
| 2012 |                         |              |                   | 38e 500m           |                   |
| 2013 |                         | 19e 1000m    |                   | 18e 500m 27e 1000m |                   |
| 2014 |                         |              |                   | 16e 500m 39e 1000m |                   |
|      |                         |              |                   |                    |                   |
| 2016 | NC25 (8e, 15e, 11e, -)  | 12e 500m     |                   | 12e 500m 22e 1000m |                   |
| 2017 | 12e (12e, 16e, 9e, 14e) |              |                   | 500m · 17e 1000m   |                   |
| 2018 |                         |              | 13e 500m          | 15e 500m 27e 1000m |                   |